# Тръткова жлеза
Трътковата жлеза (на латински: Glandula uropygii, нарича се още и Надопашна жлеза) е единствената кожна жлеза при птиците. Тя е разположена в областта на опашката над последните кръстцови прешлени. Най-добре е развита при водоплаващите птици. Някои птици като ему, щраус и дропла не притежават тази жлеза.

## Строеж
Жлезата има кълбовидна форма като при кокошката е с големина до грахово зърно, а при гъската е с големина на лешник. Тя е изградена от два дяла, съставени от множество жлезисти каналчета. Накрая завършва с общо конусовидно възвишение над кожата. Там се намират и изводните канали. Жлезата секретира специфичен мазен секрет съдържащ ензими, белтъци, мастни киселини и ергостерин. Последният под влияние на ултравиолетовата светлина се превръща във витамин D.

## Функция
Секретът от жлезата служи за поддържане на перата. Птицата инстинктивно стимулира жлезата и отделеният от нея секрет се поема от човката и разнася върху перата. Така те се поддържат и се спомага за водопропускливостта им. Поддържа се и терморегулацията на птицата и се улеснява нейният летеж.